# Domont
Domont is een gemeente in Frankrijk, 20 km ten noorden van Parijs.
In de gemeente ligt station Domont.

## Kaart
De onderstaande kaart toont de ligging van Domont met de belangrijkste infrastructuur en aangrenzende gemeenten.

## Demografie
Onderstaande figuur toont het verloop van het inwonertal, bron: INSEE-tellingen. 

## Stedenband
- Germering
- Shepshed
- Wolsztyn
- Buja

## Geboren
- Eugene Houdry 1892-1962, uitvinder
- Rémi Maréval 1983, voetballer
- Vincent Pajot 1990, voetballer

## Websites
- (fr)  Une ville harmonieuse et dynamique. officiële website
- (fr)  Statistische informatie op de website van INSEE